# Aleuroplatus dorsipallidus
Aleuroplatus dorsipallidus là một loài côn trùng cánh nửa trong họ Aleyrodidae, phân họ Aleyrodinae.
Aleuroplatus dorsipallidus được Martin miêu tả khoa học đầu tiên năm 1988.